# Ranunculus lasiocarpus
Ranunculus lasiocarpus är en ranunkelväxtart som beskrevs av Carl Anton von Meyer. Ranunculus lasiocarpus ingår i släktet ranunkler, och familjen ranunkelväxter. Inga underarter finns listade i Catalogue of Life.